# Kebon Cau (Pamarayan)
Kebon Cau is een bestuurslaag in het regentschap Serang van de provincie Banten, Indonesië. Kebon Cau telt 4714 inwoners (volkstelling 2010).